# سرنوشت (فیلم ۱۹۳۸)
سرنوشت (ایتالیایی: Il Destino) فیلمی ایتالیایی در ژانر درام به کارگردانی ماریو ماتولی با بازی چزاره بتارینی است که در سال ۱۹۳۸ منتشر شد.